# Собок (фільм)
Собок (кор. 서복) — південнокорейський науково-фантастичний бойовик 2021 року режисера Лі Йон Джу. Фільм вийшов одночасно в кінотеатрах і через потокові медіа «TVING» 15 квітня 2021 року.

## Про фільм
Колишній елітний агент Мін Кі-Хун не хоче миритися з тим, що йому залишилося всього півроку — через невиліковну хворобу. Несподівано на схилі свого життя він втягується в нову надсекретну справу — йому пропонують стати піддослідним в «революційному проєкті» за участю унікального «зразка».
Цей зразок — перший в світі клон людини, який володіє надприродними здібностями. Він може стати ключем до вічного життя. Але за ним уже ведеться запекле полювання.
Рятуючи клона, Мін сподівається врятувати себе самого.

## Знімались
| Актор            | Роль       |
| ---------------- | ---------- |
| Пак Бо Гом       | Со Бок     |
| Кон Ю            | Мін Гі Хон |
| Чан Йон Нам      | Ім Се Ин   |
| Чо У Чжин        | Ан         |
| Лералдо Анзалдуа |            |
| Хан-Джі Хен      |            |
| Лі Са-бі         |            |